# Serafín Baroja
José Mauricio Serafín Baroja Zornoza (San Sebastián, 28 de diciembre de 1840-Vera, Navarra, 16 de julio de 1912) fue un ingeniero de minas español, conocido principalmente por ser el patriarca del clan de los Baroja, ya que fue padre del escritor Pío Baroja, del pintor Ricardo Baroja y de la escritora y etnóloga Carmen Baroja, así como abuelo de Julio Caro Baroja y Pío Caro Baroja.
Sin embargo, al margen de este hecho y al desempeño de su oficio de ingeniero de minas, tuvo una paralela y reseñable labor como escritor popular, editor y periodista, tanto en español como en lengua vasca. En su ciudad natal se le recuerda especialmente como el autor de la letra de la Marcha de San Sebastián, himno de la ciudad, y existe un parque en su honor.

## Biografía

### Orígenes familiares e infancia
Serafín Baroja nació el 22 de septiembre de 1840 en la Plaza de la Constitución de San Sebastián en el seno de una acomodada familia de ideología liberal, relacionada con el periodismo y los negocios de imprenta. Su abuelo paterno Rafael Martínez Baroja (n.1770) era un riojano de ascendencia alavesa que llegó a Oyarzun para trabajar en la farmacia del pueblo tras casarse con la hija del farmacéutico. El abuelo Baroja había sido en Oyarzun impresor del periódico La Papeleta de Oyarzun y de otros textos durante la guerra contra Napoleón, iniciando de esta manera la tradición impresora en la familia. Sus hijos, Ignacio Ramón (tío de Serafín) y Pío (su padre) continuaron con el negocio de imprenta y lo trasladaron a San Sebastián. Ignacio Ramón fundó en los soportales de la Plaza de la Constitución la Casa Baroja. Su padre, Pío Baroja Arrieta, editó en San Sebastián el periódico El Liberal Guipuzcoano (1820-1823) durante el Trienio Liberal e imprimió la Historia de la Revolución francesa de Thiers en doce tomos, con traducción de Sebastián de Miñano y Bedoya. Un hermano de Serafín, llamado Ricardo, sería con el tiempo editor y factótum del periódico donostiarra El Urumea.
Nacido al poco de acabar la primera guerra carlista, Serafín creció en un ambiente liberal. Muy joven se trasladó a Madrid para estudiar la carrera de ingeniería de minas en la Escuela de Ingenieros, donde trabó amistad con el político navarro Pascual Madoz. En Madrid acabó de desarrollar su carácter librepensador, por lo que dejó de lado toda práctica religiosa.
El 20 de agosto de 1868 se casó con Carmen Nessi Goñi, una madrileña de ascendencia italiana y vasca, con la que tuvo cuatro hijos.

### Vida laboral
Terminada la carrera de ingenieros, entró a trabajar en el servicio de ingenieros de minas del Estado. Obtuvo en 1868 un puesto como jefe de las Minas de Riotinto en la Provincia de Huelva, cuando estas pertenecían al Estado español y poco antes de su venta a la Rio Tinto Company Limited británica en 1873. En Minas de Río Tinto nacieron sus dos primeros hijos, Darío Baroja (1870-1894) y el futuro pintor Ricardo Baroja (1871-1953). Enterado de la inminente venta de las minas al capital inglés y decepcionado por este hecho, abandonó el trabajo en 1872 y marchó a su ciudad natal, San Sebastián. 
El estallido de la tercera guerra carlista (1872-1876) le sorprendió en San Sebastián y con sus hijos todavía muy pequeños. El tercero de ellos, el famoso novelista Pío Baroja, nacería unos meses más tarde, en diciembre de 1872. Para ganarse el sustento, tuvo que ejercer como profesor ocasional de Historia Natural en el Instituto donostiarra y de corresponsal del periódico El Tiempo. Al ser un liberal convencido, perteneció al grupo de voluntarios liberales que participaron en la defensa de su ciudad natal, que estuvo sitiada durante la guerra y sufrió bombardeos.
En 1879, la familia se trasladó a Madrid a la calle Fuencarral y cerca de la era del Mico, entre la glorietas de Bilbao y Quevedo. Serafín había obtenido una plaza en el Instituto Geográfico y Estadístico de Madrid y al cabo de un par de años volvió a cambiar de domicilio a la vecina calle de Espíritu Santo. Serafín Baroja frecuentaba por aquel entonces las tertulias de café que proliferaban alrededor de la Puerta del Sol y algunos de los escritores y poetas de la época fueron invitados a la casa de la calle del Espíritu Santo. 
En 1881 Serafín obtuvo un nuevo destino como ingeniero de minas jefe en Navarra y la familia tuvo que volver a trasladarse, esta vez a Pamplona. En 1883 nació en Pamplona Carmen Baroja (1883-1950), la hermana pequeña del clan y madre futura a su vez del antropólogo Julio Caro Baroja y del cineasta Pío Caro Baroja.
El gusto de Serafín por la itinerancia lo llevó de nuevo a aceptar un puesto en otra ciudad, esta vez en Bilbao, pero el grueso de la familia no le acompañó esta vez y regresó de nuevo a Madrid en 1886 por intercesión de la madre, cansada de tanta mudanza. El argumento materno expuesto fue que los hijos podrían desarrollar allí sus futuros estudios universitarios en la capital. Serafín, el padre, visitaría periódicamente Madrid para ver a su familia y San Sebastián para cultivar las amistades de la infancia. 
En 1893 aceptó un nuevo destino en las minas de Burjasot, cerca de Valencia. Allí murió su primogénito Darío de tisis en 1894. Ese año regresó a Madrid para ayudar a su cuñada a regentar una panadería de Madrid. 
Serafín Baroja fallece el 16 de julio de 1912 en Vera, adonde había viajado para conocer la casa “Itzea”, adquirida en mayo de ese año por su hijo Pío Baroja.

### Escritor
Aunque Serafín Baroja es más conocido como el padre del famoso escritor Pío Baroja que por los trabajos que realizó y publicó, tuvo una obra literaria y periodística bastante extensa. Se puede considerar que la escritura fue su auténtica pasión aunque no obtuvo gran reconocimiento en vida por ella.
En 1865, cuando contaba con veinticinco años de edad y todavía no había finalizado sus estudios, publicó sus dos primeras obras en la imprenta familiar de San Sebastián (Casa Baroja). Fueron la novela  Los pillos de la playa y una recopilación de narraciones llamada Noveluchas y Cuentos. La primera de ellas es una novela de tintes humorísticos ambientada en el mundo euskaldun de San Sebastián y de las localidades cercanas, con algunos capítulos graciosos, pero que no pasan de ser anecdóticos. Se subtituló Novela escrita en vascuence por Tantanfirulet, célebre tamborilero de Mizpiraandienea y vertida al castellano por André Grashi, aunque parece que fue directamente escrita en español sin existir un original euskérico. La segunda es una recopilación de cuentecitos que había publicado en periódicos locales y que había ido recopilando e ilustrando el propio Serafín hasta componer un cuadernillo manuscrito. Estas dos primeras obras pasaron sin pena ni gloria y parece que el joven Baroja abandonó sus pretensiones literarias al menos durante algunos años.

#### Editor y escritor en San Sebastián
Tras su etapa como ingeniero en Minas de Río Tinto regresó a San Sebastián y en su ciudad natal parece que intentó ganarse durante unos años la vida con la escritura, el periodismo y la edición. Durante la guerra compuso canciones anticarlistas en euskera y en 1875 publicó en San Sebastián la obra Gaciguezac (= Agridulces),un libro de poesías en euskera y castellano que constaba de 72 páginas. Baroja afirmó tener completado un segundo poemario que tituló Malkoak eta itzalak (= Lágrimas y sombras), pero no ha quedado rastro del mismo. Durante la fase final de la segunda guerra carlista, entre enero y febrero de 1876, comenzó a publicar crónicas en el periódico El Tiempo de Madrid, para el que trabajó como corresponsal de guerra. Estas crónicas, donde se pone de manifiesto su ferviente anti-carlismo, serían recopiladas y publicadas en 1986 por su nieto Julio Caro Baroja, debido a su valor histórico como Crónica de la Guerra Carlista. A partir de aquel año su nombre fue habitual en la prensa liberal: escribió en El Eco de San Sebastián, en El Navarro de Pamplona y en La Voz de Guipúzcoa.
Su obra poética y sus canciones se publicaron de forma dispersa a lo largo de muchos años, principalmente en la revista Euskal Erria (que se publicaba también en San Sebastián) o bien fueron recogidas en el Cancionero Vasco de José Manterola, publicado en 1877. En 1878, Baroja publicó un almanaque bilingüe para el año 1879 y en 1879 Santo Tomaseco feriya  (= La Feria de Santo Tomás), que trataba sobre la fiesta homónima que se celebra en San Sebastián.
En 1879 escribió el libreto de una ópera llamada Pudente con música del maestro José Antonio Santesteban. Baroja había leído ese nombre escrito en una mina de Río Tinto y se inspiró en el mismo para ambientar la obra en dichas minas en la época del emperador romano Trajano. A partir de ahí elaboró un enredo amoroso rico en golpes teatrales y en desenlaces imprevisibles, que se desarrolla en la provincia de Bética en el momento de la ocupación romana. Aunque la historia se desarrolla fuera del País Vasco, todos sus protagonistas se expresaban en euskera, y el día del estreno la prensa anunció que la obra pretendía ser una "ópera de aires vascongados": de hecho, se basaba en numerosos aires musicales muy conocidos en San Sebastián. Por ello, Pudente se considera la primera ópera vasca de la historia. Se estrenó en el Carnaval de 1879 en San Sebastián y obtuvo una gran acogida de público, por lo que se puede considerar la primera obra por la que Baroja obtuvo un reconocimiento del público general.
Con su hermano Ricardo, se aventuró en la empresa periodística ese mismo año y el 21 de abril de 1879 comenzó a publicar en San Sebastián un periódico llamado El Urumea, periódico no político. Baroja escribía en dicho periódico principalmente una novela por entregas llamada Entre Madrid y San Sebastián. Amores Prosaicos, pero también publicaba de forma anónima otros textos y artículos de carácter periodístico.
Ese mismo año marchó a Madrid.

#### Editor y escritor en Pamplona
Estando destinado como ingeniero en Pamplona  retomó su actividad como escritor. En 1882 publicó en la imprenta de Fortunato e Istúriz de Pamplona el drama en dos actos escrito en euskera y en verso de doce sílabas Hirmi arma alabac junto a su traducción en prosa castellana. No consiguió vender ni un solo ejemplar del mismo.
El 1 de enero de 1883 empezó a publicar un pequeño semanario bilingüe (euskera-castellano), en su mayor parte costeado de su bolsillo bajo el nombre de Bay, Jauna, Bay (= Sí, Señor, Sí). Esta fue la primera publicación periódica editada en euskera en Pamplona, aunque no tuvo demasiado éxito y desapareció al cabo de 6 números, al no conseguir suficientes suscriptores. En el primer número aparecían tanto en castellano como en euskera poesías de Campoamor, fragmentos del Lazarillo de Tormes traducidos al euskera por el propio Baroja (Tormesco lazarochon bicia) o de El Alcalde de Zalamea, En posteriores números no cambiaría el contenido, y publicó originales y traducciones al euskara de autores como Alarcón, Bécquer, Calderón, Coronado, García Gutiérrez, López de Ayala, López García, Revilla, Selgas, Uhland, Lope de Vega, Zorrilla, o Shakespeare. Llegó a terminar de traducir el Lazarillo, hizo un ensayo de nomenclatura castellano-vasco-latina de los peces del cantábrico, y realizó una descripción geológica de la Barranca. El semanario contó con cuatro páginas a dos columnas y se tiraba en la imprenta de F.J. Istúriz, y su dirección y administración constaban en el mismo domicilio de Serafín Baroja.
El semanario de Baroja estaba íntimamente ligado al diario de corte liberal El Navarro, editado en Pamplona entre el 7 de febrero de 1881 y el 15 de noviembre de 1884. En esta diario publicó los folletines Perico Pello de Alabaindanere: apuntes para la historia de un buen apunte escritos por él mismo en vascuence y traducidos al castellano, narración picaresca, y Entre Madrid y San Sebastián: amores prosaicos, que ya publicara en el citado El Urumea.
Durante su estancia en Pamplona, publicó en El Urumea de San Sebastián, el 10 de enero de 1884, una letra para la Marcha de San Sebastián, compuesta por Raimundo Sarriegui, que ha perdurado hasta la actualidad con pequeñas variaciones y que actualmente es considerado el himno de esta ciudad.
Unos veinte años después, Serafín Baroja preparó y publicó otros cuatro números de dicha publicación en Madrid, con el objetivo de ser repartidos en las panaderías de su cuñada, junto al pan

### Otras curiosidades
Se le considera el inventor del término jai alai (= fiesta alegre) para referirse a los frontones, término que se utiliza actualmente en el mundo anglosajón para referirse a la especialidad de cesta punta de la pelota vasca. También bautizó al barrio donostiarra de Ategorrieta y a los Jardines de Alderdi Eder con sus actuales nombres. Asimismo, se le conoció como un hombre al que le gustaba mucho la fiesta, como lo demuestra su sobrenombre donostiarra de Berbena Baroja.